# Anaciaeschna jaspidea
Anaciaeschna jaspidea là loài chuồn chuồn trong họ Aeshnidae. Loài này được Burmeister mô tả khoa học đầu tiên năm 1839.

## Hình ảnh

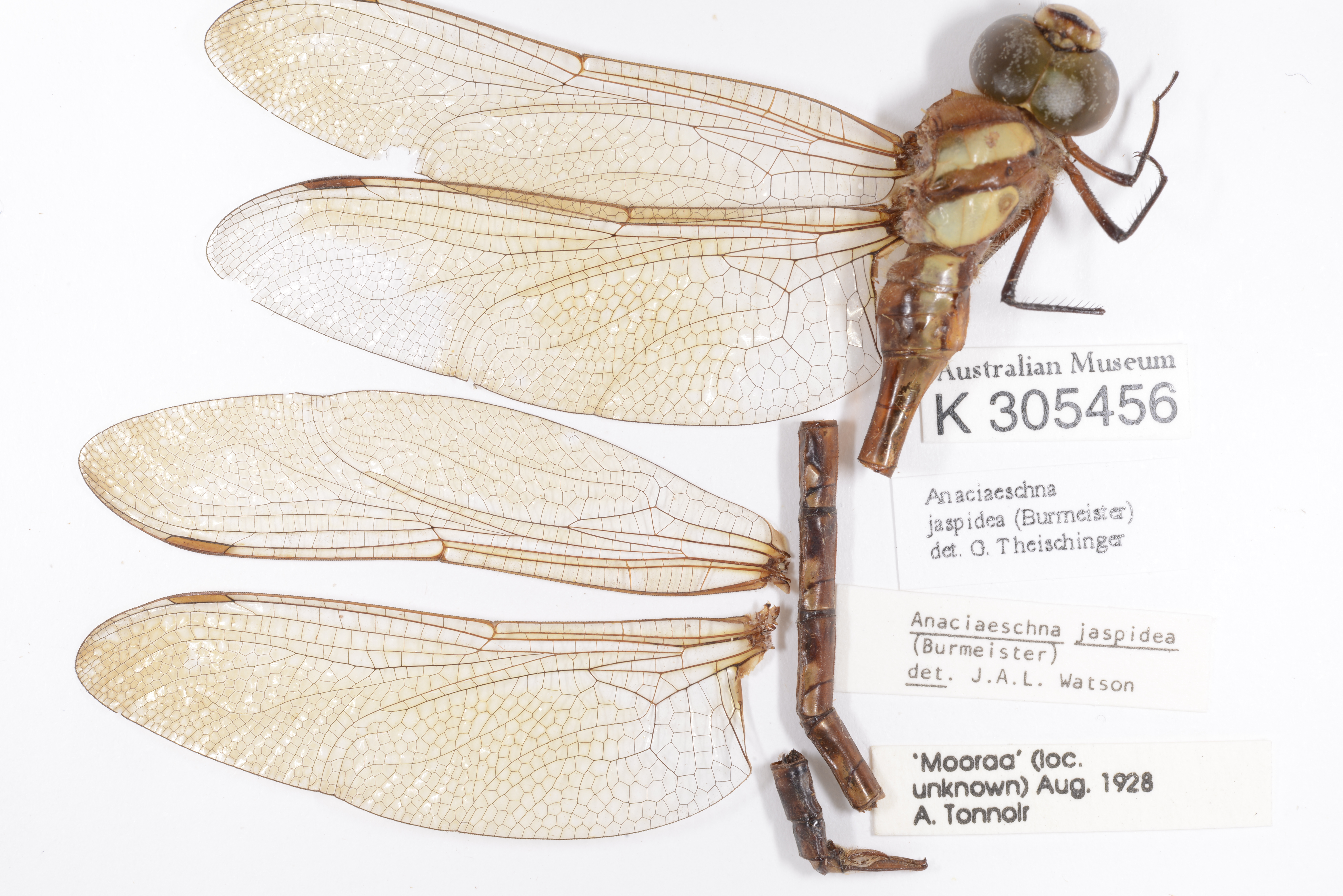